# Cementeri del carrer Fiume
El Cementeri del carrer Fiume (nom oficial en hongarès: Fiumei úti nemzeti sírkert, és a dir 'Cementeri Nacional del carrer Fiume'), també conegut com a Cementeri Kerepesi (en hongarès: Kerepesi úti temető o Kerepesi temető), és el cementeri més famós de Budapest, i un dels més antics d'Hongria que ha conservat gairebé completament la seua entitat.

## Informació general

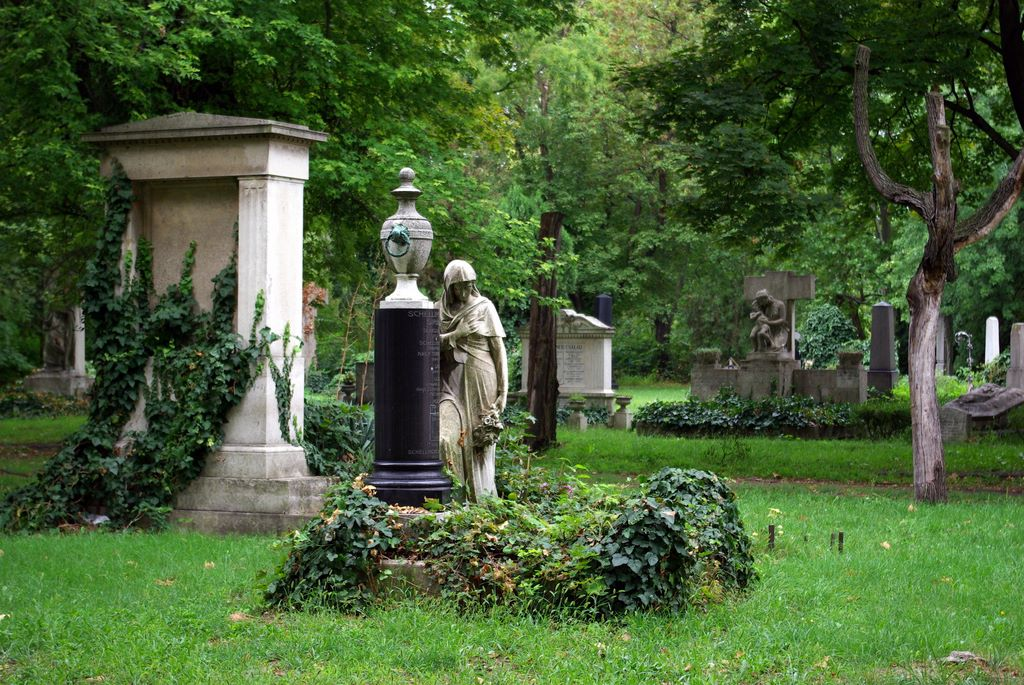
Cementeri Kerepesi.

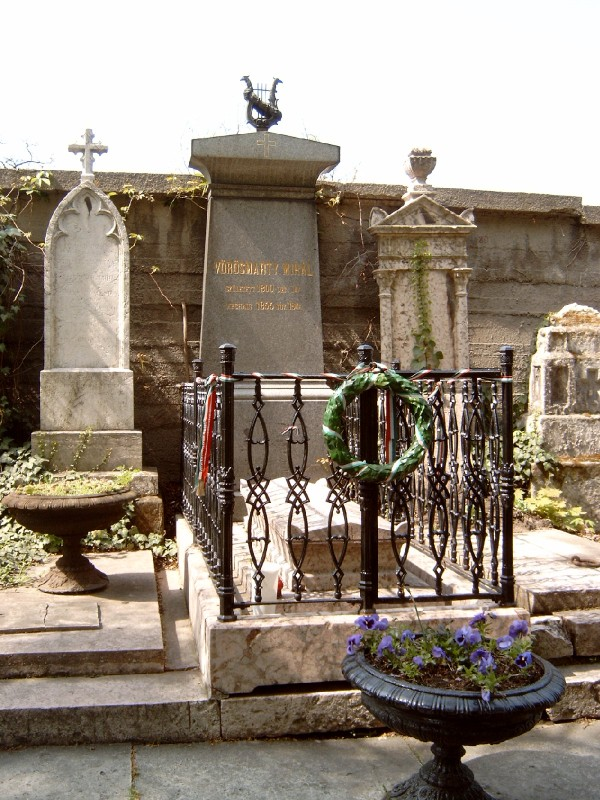
Mausoleu de Mihály Vörösmarty en el Cementeri Kerepesi.

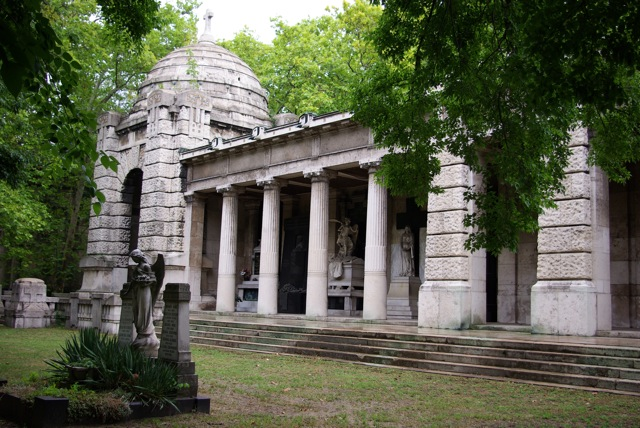
Arcades del Cementeri Kerepesi.

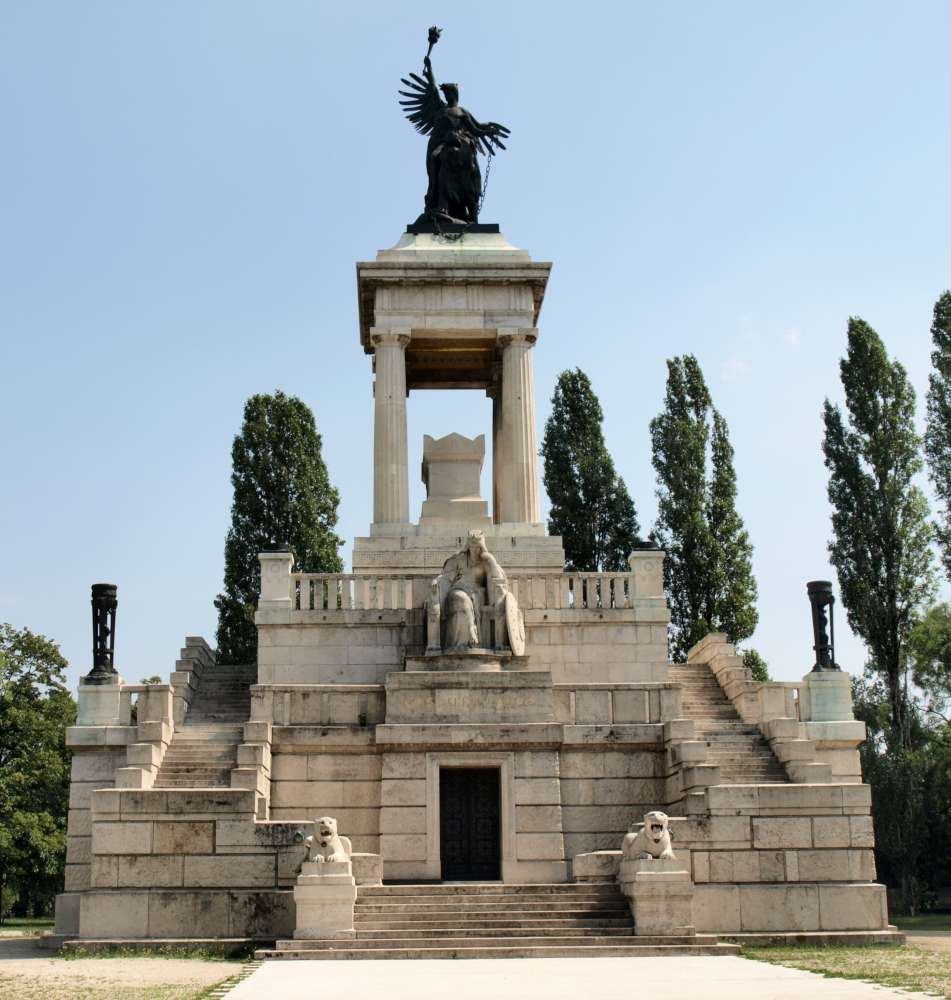
Mausoleu de Lajos Kossuth en el Cementeri Kerepesi.

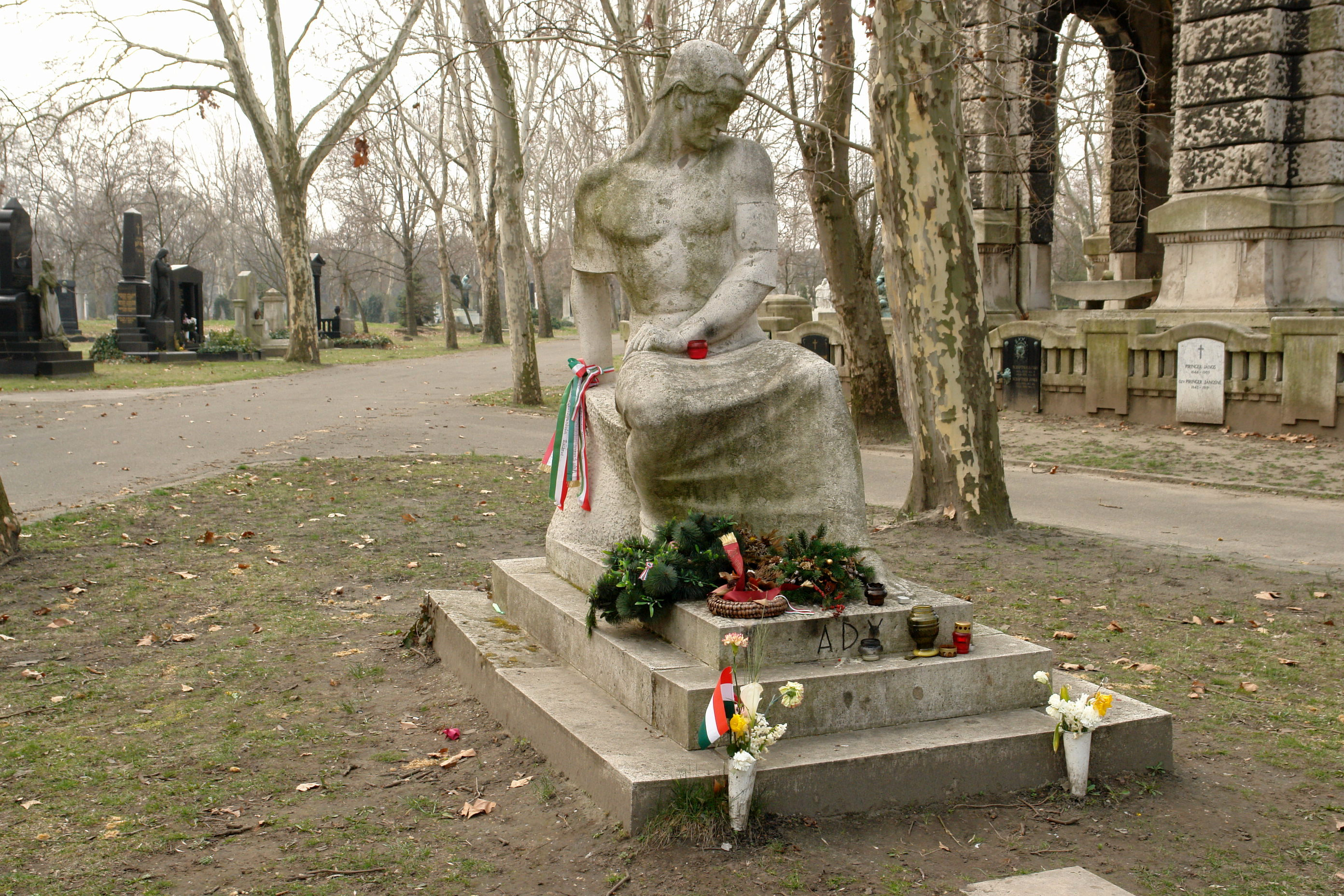
Tomba d'Endre Ady en el Cementeri Kerepesi.

Fundat el 1847, el Cementeri Kerepesi està situat al barri Józsefváros, prop de l'Estació de l'Est, i s'hi pot arribar mitjançant la línia 2 del Metro. És el cementeri més recollit de Budapest, tot i la seua proximitat a la part més cèntrica de la ciutat. El Kerepesi és un dels panteons nacionals més importants d'Europa, i el parc d'estàtues a l'aire lliure més extens, amb una superfície de prop de 56 hectàrees. A vegades hom s'hi refereix com «el Père Lachaise de Budapest».
El primer enterrament que hi tingué lloc s'esdevingué el 1849, dos anys després de la seua inauguració. D'aleshores ençà s'hi han sepultat molts hongaresos cèlebres (estadistes, escriptors, escultors, arquitectes, artistes, compositors, científics, actors i actrius, etc.) en tombes ornamentades o mausoleus. Això va ser encoratjat per la decisió de les autoritats municipals de declarar, el 1855, l'enterrament al Kerepesi com un "motiu d'honor". El primer enterrament notable va ser el de Mihály Vörösmarty, aquell mateix any. Fins a la dècada de 1940, diverses tombes van ser traslladades a aquest cementeri prcedents d'altres de Budapest; per exemple, és el quart lloc de descans del poeta Attila József. El cementeri es va declarat tancat a nous enterraments el 1952, en part perquè s'havia danyat durant la Segona Guerra Mundial, i en part per motius polítics, ja que el govern comunista pretenia ocultar les tombes dels qui «havien explotat la classe obrera». Poc després, s'autoritzà la construcció d'una urbanització sobre el cementeri, i el 1953 una part dels terrenys van ser lliurats a una fàbrica de cautxú propera i van ser devastats. El 1958 s'hi va erigir un mausoleu per al moviment obrer, i durant l'època comunista (que a Hongria va durar des del 1948 fins al 1989) aquesta va ser l'única part del cementeri destacada o simplement esmentada per les autoritats. Després de la caiguda del comunisme, el Kerepesi encara era considerat per alguns com un cementeri comunista; per exemple, un fill de Béla Bartók va prohibir que la seua cendra fos enterrada allí. Avui el cementeri, amb els seus parcs estesos entre les tombes i els monuments, és obert al públic, però ja no s'hi enterra ningú més.

## Seccions especials
El cementiri jueu de Salgotarjani és, en realitat, l'angle oriental del Kerepesi, però n'està separat per un mur de pedra. El 1874 es va establir un sector especial per a aquells a qui l'església els havia negat el funeral: els suïcides i els executats. El sector dels artistes, on cada sepulcre conté un notable representant hongarès de les arts, va ser creat el 1929. Una part també famosa és la de les Arcades, construïdes entre el 1908 i el 1911, recordant l'estil dels cementeris del nord d'Itàlia.

## Tombes de personatges cèlebres
El Cementeri Kerepesi conté tres mausoleus dels principals estadistes hongaresos:
- Lajos Batthyány
- Ferenc Deák (1876, dissenyat per Kálmán Gerster, amb vidriera de Miksa Róth)
- Lajos Kossuth (1894, per Kálmán Gerster, amb escultures d'Alajos Stróbl)

Altres sepultures notables són les dels personatges següents:
- Emil Ábrányi (compositor)
- Kornél Ábrányi (compositor)
- Endre Ady (poeta)
- Zoltán Ambrus (escriptor, traductor)
- József Antall (primer ministre, historiador)
- János Arany (poeta)
- Mihály Babits (poeta)
- Gyula Baghy (actor, escriptor)
- József Bajza (poeta)
- Béla Balázs (escriptor)
- Miklós Barabás (pintor)
- Jenő Barcsay (pintor)
- Ida Benza (soprano)
- Árpád Berczik (escriptor)
- István Bethlen (primer ministre)
- Lujza Blaha (actriu, "el rossinyol de la nació")
- Ottó Bláthy (enginyer electrònic)
- Jozsef Alvinczi Borbereky (militar)
- Mihály Brand Mosonyi (compositor)
- Gyula Breyer (jugador d'escacs)
- Sándor Brodszky (pintor, fotògraf)
- Tivadar Csontváry Kosztka (pintor)
- Gergely Czuczor (lingüista, poeta)
- Vavrinec Dunajský (escultor)
- Béni Egressy (compositor)
- Loránd Eötvös (físic)
- Ferenc Erkel (compositor)
- János Fadrusz (escultor)
- György Faludy (escriptor, poeta, traductor)
- Lipót Fejér (matemàtic)
- Béla Frankl (escriptor)
- János Garay (poeta)
- Gyula Gömbös (militar, polític)
- Artúr Görgey (militar)
- Alajos Hauszmann (arquitecte)
- Jenő Heltai (escriptor)
- György Hevesy (físic, químic, Premi Nobel)
- Gyula Horn (primer ministre)
- Jenő Huber (compositor, violinista)
- Karoly Huber (compositor)
- Vilma Hugonnai (metgessa)
- Hugó Ignotus (escriptor)
- Miklós Izsó (escultor)
- Miklós Jancsó (director de cinema, guionista)
- Mari Jászai (actriu)
- Mór Jókai (escriptor)
- Attila József (poeta)
- János Kádár (dirigent socialista)
- Pál Kadosa (compositor)
- Mihály Károlyi (president de l'estat)
- Karl Maria Kertbeny (escriptor, traductor)
- Károly Kisfaludy (poeta, dramaturg, pintor)
- Gyula Kőnig (matemàtic)
- Dezső Kosztolányi (poeta, escriptor)
- Gyula Krúdy (escriptor)
- János Kulka (director d'orquestra)
- Zsigmond Kunfi (polític)
- Károly Lotz (pintor)
- György Lukács (filòsof)
- Viktor Madarász (pintor)
- Ferenc Mádl (jurista, president de l'estat)
- Géza Maróczy (jugador d'escacs)
- Ferenc Medgyessy (escultor)
- László Mednyánszky (pintor)
- Ödön Mihalovich (compositor)
- Kálmán Mikszáth (escriptor)
- Zsigmond Móricz (escriptor)
- Mihály Munkácsy (pintor)
- Karl Polanyi (economista)
- Lajos Pósa (escriptor)
- Miklós Radnóti (poeta)
- László Rajk (polític)
- Frigyes Riesz (matemàtic)
- Ignaz Semmelweis (metge, "salvador de mares")
- Antal Szerb (escriptor)
- Leó Szilárd (físic)
- Ferenc Toldy (crític literari)
- Géza Voinovich (historiador, dramaturg)
- Robert Volkmann (compositor, professor de música)
- Mihály Vörösmarty (poeta; la seua tomba és la més antiga: 1855)
- Vince Wartha (químic)
- Leó Weiner (compositor)
- Sándor Wekerle (primer ministre tres vegades)
- Antal Szerb (escriptor, humanista)
- Lajos Zilahy (escriptor)

## Nota
1. ↑  Aquesta llista és molt lluny de ser completa. La llista completa de persones destacades inclouria uns 700 noms. Tots consten en un llibret gratuït disponible al cementeri.